# 74 Близнецов
74 Близнецов (лат. 74 Geminorum), f Близнецов (лат. f Geminorum) — как минимум двойная, предположительно переменная звезда в созвездии Близнецов на расстоянии приблизительно 525 световых лет (около 161 парсека) от Солнца. Видимая звёздная величина звезды — от +5,14m до +5,06m.

## Характеристики
Первый компонент — оранжевый гигант спектрального класса K5,5III. Радиус — около 34,83 солнечных. Эффективная температура — около 3869 К.